# Ingemar Fries
Erik Ingemar Fries, född 29 juni 1950 i Danderyd,, död 10 juli 2017, var en svensk expert inom biforskning och professor emeritus vid Sveriges Lantbruksuniversitet i Uppsala.
Hans expertområde var honungsbiets patologi. Några av hans specialämnen var överföringen av patogener mellan bisamhällen, kvalstret Varroa destructor  och dess biologi, virusinfektioner i samband med Varroa-angrepp och nosema, en sjukdom i tarmkanalen på honungsbin.